# کاپیتان هوک (پیتر پن)
کاپیتان جیمز هوک (انگلیسی: Captain James Hook) یک شخصیت خیالی و دشمن قهرمان اصلی نمایشنامه جیمز بری در سال ۱۹۰۴ به نام پیتر پن یا پسری که بزرگ نمی‌شود و اقتباس‌های مختلف، در آن هوک، دشمن اصلی پیتر پن است. این شخصیت یک کاپیتان دزد دریایی است. دو ترس اصلی او دیدن خون خودش (ظاهراً رنگی غیرطبیعی) و تمساح است که او را پس از خوردن دستی که پن بریده بود تعقیب می‌کند؛ هوک، یک قلاب آهنی جایگزین دست قطع شده کرده و نام دزد دریایی را به خود داده است.

## ایجاد شخصیت
هوک در پیش‌نویس‌های اولیه نمایشنامه ظاهر نشد، جایی که پیتر پن دمدمی مزاج به یک «شرور» نزدیک‌تر بود، بلکه برای صحنه‌ای با پارچه جلویی خلق شد (پارچه‌ای که به خوبی در پایین صحنه پرواز می‌کرد و صحنه‌های کوتاه در مقابل آن پخش می‌شد. تغییرات صحنه بزرگ "بی صدا" در بالای صحنه انجام می‌شدند) که سفر کودکان به خانه را به تصویر می‌کشد. بعداً، بری صحنه را گسترش داد، با این فرض که کودکان مجذوب دزدان دریایی شده‌اند و نقش کاپیتان را با توسعه بازی گسترش داد. در ابتدا قرار بود دوروتیا بیرد، بازیگر نقش مری دارلینگ، نقش این شخصیت را بازی کند، اما جرالد دو موریه، که قبلاً در نقش جورج دارلینگ (و برادر سیلویا لولین دیویس)، بری را متقاعد کرد که به جای آن نقش اضافی را برعهده بگیرد.  به گفته ان ویلسون، بری آشکارا تصدیق کرد که هوک و وسواس او با تمساح نسخه انگلیسی کاپیتان آهاب بود، و چیزهای دیگری از ملویل وجود دارد. 

## بیوگرافی شخصیت
بری در این رمان بیان می‌کند که "هوک نام واقعی او نبود. افشای اینکه او واقعاً چه کسی بود حتی در این تاریخ کشور را در آتش می‌کشاند." گفته می‌شود که او "ریش سیاه" و "تنها مردی است که از باربیکیو ترسید".  (در جزیره گنج رابرت لوئیس استیونسون، یکی از نام‌های لانگ جان سیلور، کباب است.) 
در این نمایشنامه، گفته می‌شود که هوک در کالج ایتون و کالج بالیول، آکسفورد، حضور داشته و آخرین کلمات او «فلورات اتونا»، شعار ایتون است. در رمان، آخرین سخنان هوک یک «شکل بد» از طبقه بالاست، در مخالفت با روشی که پیتر پن او را با پرتاب کردن به دریا می‌زند.
در این کتاب آمده است که پیتر پن رقابت مداوم بین آن‌ها را با دادن دست دزد دریایی به یک تمساح آغاز کرد. تمساح پس از چشیدن طعم هوک، او را تعقیب می‌کند، اما تیک تاک ساعتی که آن را نیز بلعیده است، به هوک در مورد حضور آن هشدار می‌دهد. 

## ظاهر
هوک به‌عنوان «جسد» و «سیاه‌پوش» توصیف می‌شود، با «چشم‌های آبی فراموش‌شده» (مگر زمانی که او قلاب خود را در شما فرو می‌کرد، در آن زمان دو نقطه قرمز در آنها ظاهر شد و آن‌ها را به طرز وحشتناکی روشن کرد) و موهای فر، تیره و بلند شبیه شمع‌های سیاه. در بسیاری از اجراهای پانتومیم پیتر پن، موهای هوک یک کلاه گیس است و با ابروهای پرپشت و سبیل همراه است. قلاب به دست راست او ثابت می‌شود (اغلب در اقتباس های فیلم به دست چپ تغییر می‌کند) و به عنوان یک سلاح استفاده می‌شود. او همچنین دارای قیافه زیبا و ظرافت در دیکشنری توصیف شده است. حتی زمانی که او [در حال] فحش دادن است. بری توصیف می‌کند با شنیدن این جمله که در دوره‌های قبلی حرفه‌اش می‌گویند شباهت عجیبی به استوارت‌های بدبخت دارد. جا سیگار هوک او را قادر می‌سازد همزمان دو سیگار بکشد. بری همچنین در کاپیتان هوک در ایتون اظهار داشت که او در یک کلام، خوش تیپ ترین مردی بود که تا به حال دیده ام، هرچند، در عین حال، شاید کمی منزجر کننده. اگرچه هوک بی احساس و تشنه به خون است، اما بری به وضوح نشان می‌دهد که این ویژگی‌ها او را به یک دزد دریایی باشکوه تبدیل می‌کند و نه کاملا غیر قهرمان.

### دیزنی
در انیمیشن پیتر پن، هوک یک شرور به مراتب خنده دارتر از شخصیت اصلی است: او به عنوان یک بزدل بیهوده با خلق و خوی کودکانه دیده می‌شود که مستعد فریاد زدن از ترس است. در طول توسعه اولیه فیلم، داستان، شخصیت هوک را به عنوان "یک فاحشه... در عین حال بسیار پست، تا حد قاتل بودن، تجزیه و تحلیل کرد. این ترکیب از ویژگی‌ها باید هر زمان که او صحبت یا عمل می‌کند سرگرمی زیادی ایجاد کند".  با توجه به ویژگی‌های جایزه انتشار پلاتین دیزنی، هوک  فرانک توماس، کارگردان انیمیشن هوک بود که از یک پادشاه اسپانیایی الگوبرداری شد. یکی از کارگردانان اصرار داشت که هوک باید یک شرور تیره‌تر و بدون ویژگی‌های کمدی باشد. اما به دلیل ترس از ترساندن مخاطبان نوجوان از این کار خودداری شد و هوک تبدیل به یک شرور کمیک شد که به همان اندازه با پیتر پن همسان بود.
هنرپیشه هانس کانرید لحن تفسیر دیزنی از هوک را تعیین کرد، زیرا او صدای اصلی کاپیتان هوک همچنین، آقای دارلینگ و مرجع اکشن زنده برای این دو شخصیت بود. در انیمیشن بعدی دیزنی، هوک توسط کوری برتون صداگذاری شد؛ هوک به دنبال انتقام از پیتر پن است که به کروکودیل دست چپش را داده است و قبل از این انتقام نمی‌خواهد نورلند(ناکجاآباد) را ترک کند. در طول فیلم، هوک توسط آقای اسمی حمایت می‌شود. پس از قول تینکر بل که انگشت (یا قلابی) روی پیتر پن نمی‌گذارد، بمبی را در مخفیگاه پیتر (به جای زهر که در نمایشنامه اصلی بری است) می‌گذارد؛ در پایان فیلم، هوک توسط کروکودیل تا دوردست تعقیب می‌شود و بقیه خدمه در تلاش برای نجات هوک هستند. والت دیزنی اصرار داشت که هوک را زنده نگه دارد، زیرا او گفت: "مخاطبان هوک را دوست خواهند داشت و نمی‌خواهند ببینند که او کشته شده است."
در دنباله پیتر پن، به نام بازگشت به نورلند(ناکجاآباد)، هوک دختر وندی جین را با وندی اشتباه می‌گیرد و از او به عنوان طعمه برای فریب دادن پیتر پن برای مرگش استفاده می‌کند. پس از شکست این کار، او قول می‌دهد که جین را به خانه ببرد، اگر به او کمک کند گنج جزیره را پیدا کند، و "به یک تار موی سر پیتر پن آسیب نرساند". این آخرین وعده زمانی که او یک تار مو از سر پیتر می‌کند و اعلام می‌کند "بقیه او مال من" است. در پایان فیلم، او و خدمه توسط یک اختاپوس غول‌پیکر تا دوردست تعقیب می‌شوند.
در سریال جونیور دیزنی، جیک و دزدان دریایی هرگز زمین، هوک نقش دشمن قهرمان سریال را ایفا می‌کند و با مادرش، ماما هوک، که خودش در انحصار سری جونیور دیزنی است.
او در بازی کامپیوتری تعاملی Disney Disney's Villains' Revenge بازی می‌کند، که در آن بازیکن هوک را شکست می‌دهد و پیتر را به سن قانونی خود باز می‌گرداند. هوک همچنین اغلب در خانه موش دیزنی ظاهر می‌شد و او یکی از شرورهای اصلی خانه بدخواهان میکی بود. او همچنین در Mickey's Magical Christmas: Snowed in at House of Mouse ظاهر شد و یک مهمان ویژه در Raw Toonage در اپیزودی که توسط Don Karnage از TaleSpin میزبانی می‌شد، ساخت، جایی که او کارنیج را به مبارزه با شمشیر برای یک صندوق گنج دعوت کرد و پیروز شد.

### هوک(فیلم ۱۹۹۱)
نقش کاپیتان جیمز هوک را داستین هافمن در فیلم هوک بازی می‌کند. هوک فرزندان پیتر بزرگسال را می‌رباید تا دشمن سرسخت خود را به نورلند(ناکجا آباد) بازگرداند و به مرد میانسال سه روز فرصت می‌دهد تا روحیه خود را دوباره احیا کند. هوک از زمانی که پیتر پن نورلند(ناکجا آباد) را ترک کرد و پیتر بنینگ (رابین ویلیامز) را ترک کرد تا حدودی افسرده شده است) و نگران است که کاری برای انجام دادن ندارد. او مدت‌هاست که کروکودیل را با یک توپ کشته و از جسدش برج ساعتی آرام ساخته است. با وجود کشتن تمساح، او همچنان از تیک تاک ساعت می‌ترسد و اغلب برای مقابله با آن ساعت‌ها را از بین می‌برد. به پیشنهاد اسمی، هوک تلاش می‌کند تا فرزندان پیتر را متقاعد کند که پدرشان هرگز آن‌ها را دوست نداشته، تا آن‌ها را مجبور کند در نورلند(ناکجا آباد) بمانند. او با جک، پسر پیتر، که به زودی هوک را به عنوان شخصیت پدری می‌بیند، جک فکر می‌کند که پیتر هرگز نبوده است و هوک در نهایت جک را به عنوان یک وارث بالقوه می‌بیند. مگی، دختر پیتر، فوراً به هوک بی‌اعتماد می‌شود و حاضر نیست تحت تأثیر قرار گیرد. هوک تصمیم می‌گیرد مگی را گروگان نگه دارد تا اینکه شکست پیتر در نجات او ایمان او را نسبت به او  منصرف می‌کند. زمانی که پیتر و پسران گمشده فورا او را نجات می‌دهند، نتیجه برعکس می‌دهد. جک می‌بیند که هوک با چاقو به روفیو می‌زند و متوجه می‌شود که پدرش چقدر به پسران گمشده اهمیت می‌دهد و هوک قاتل را رد می‌کند و یک بار دیگر پیتر را در آغوش می‌گیرد. در حالی که پیتر با فرزندانش و پسران گمشده کشتی را ترک می‌کند، هوک به او دستور می‌دهد که برگردد. مگی به او می‌گوید که هوک به مادری نیاز دارد تا نگرش بد خود را اصلاح کند. بعد از اینکه هوک قول می‌دهد که نسل‌های آینده فرزندان خانواده پیتر را ربوده، پیتر و هوک در یک جنگ نهایی در میان حلقه‌ای از پسران گمشده شرکت می‌کنند. پیتر در حال تمسخر هوک به این ایده است که تیک تاک ساعت‌هایی که او از آن می‌ترسد، یادآور تمساح نیستند، بلکه یادآور تیک تاک زمان هستند. پس از یک تماس نزدیک که در آن تینکر بل با قلاب حمله را منحرف می‌کند، برج ساعت تمساح ظاهراً زنده می‌شود و هوک را هنگامی که بالای سرش می‌افتد، «می‌خورد». دست از دست رفته هوک در سمت چپ او است و کنده او سایر اتصالات، از جمله یک دستکش بیسبال و یک اشاره‌گر را می‌گیرد. او بسیار شیک لباس می‌پوشد و یک کت قرمز با تزئینات طلایی، کلاه همسان و یک کلاه گیس که سر طاس او را پنهان می‌کند، می‌پوشد. او شمشیر کاپیتان تشریفاتی را در کنار خود می‌بندد، اما هنگام مبارزه با روفیو و پیتر از شمشیر مناسب استفاده می‌کند. ظاهر فیزیکی هوک در فیلم به شدت تحت تأثیر نقش آفرینی دیزنی قرار گرفته است، اگرچه با تزئینات دقیق‌تر لباس و سبیل‌هایش فر شده، او به شخصیت بری به عنوان یک دزد دریایی نجیب‌زاده نزدیک‌تر از نسخه دیزنی است. به عنوان مثال، او اغلب رفتارهای خاصی را به عنوان «شکل خوب» یا «شکل بد» توصیف می‌کند (اگرچه او مایل است این قوانین را زمانی که برایش مناسب است، مانند تلاش برای زدن خنجر از پشت در طول آب و هوایی خود، زیر پا بگذارد).

### پیتر پن(فیلم ۲۰۰۳)
در اقتباس سینمایی سال ۲۰۰۳ از پیتر پن، کاپیتان هوک توسط بازیگر انگلیسی جیسون آیزکس به تصویر کشیده شده است که او نیز نقش جورج دارلینگ، پدر وندی را بر اساس سنت بازی اصلی بازی می‌کند. آیزاکس قلاب را روی دست راست خود می‌بندد که توسط یک مهار شانه پشتیبانی می‌شود. هوک ترسناک و بی رحم، اما خوشتیپ هست. در اوج جنگ، او پرواز را یاد می‌گیرد و تقریباً پیتر پن را شکست می‌دهد، اما طعنه‌های پسران گمشده اشتیاق لازم برای پرواز را ضعیف می‌کند و او در دهان کروکودیل می‌افتد.

### ظواهر دیگر

#### پیتر پن(فیلم ۱۹۲۴)
در پیتر پن، کاپیتان هوک توسط ارنست تورنس به تصویر کشیده شده است.

#### پیتر پن(موزیکال ۱۹۵۰)
در نسخه موزیکال لئونارد برنشتاین، بوریس کارلوف در نقش آقای دارلینگ/کاپیتان هوک و ژان آرتور نقش پیتر را بازی کردند.

#### پیتر پن(موزیکال ۱۹۵۴)
مهمتر از همه، سیریل ریچارد نقش کاپیتان هوک را در اقتباس موزیکال ۱۹۵۴ بازی کرد که مری مارتین در نقش پیتر پن بازی کرد. جورج رز در سال ۱۹۷۷ که سندی دانکن نقش پن را بازی می‌کرد، این نقش را بازی کرد.

#### در جستجوی ناکجا آباد
یک فیلم زندگی‌نامه‌ای درباره خالق پیتر پن، جیمز متیو بری است. جیمز برای شخصیت کاپیتان هوک از مادر سخت‌گیر سیلویا الهام می‌گیرد، در حالی که او رخت آویز یکی از پسران سیلویا را در دست گرفته است، جیمز قلاب را در جای دست چپ تصور می‌کند.

#### روزی روزگاری
کاپیتان هوک به عنوان یک شخصیت معمولی در مجموعه تلویزیونی روزی روزگاری ظاهر می‌شود. اولین حضور او در قسمت دوم «تمساح» بود که نقش این شخصیت را کالین اودانهیو بازی می‌کند.

#### پری دزدان دریایی
در این انیمیشن، تام هیدلستون صداپیشگی یک دزد دریایی جوانتر به نام جیمز را بر عهده می‌گیرد که به عنوان یکی از خدمه کشتی که کاپیتان آن توسط زارینا آغاز می‌شود، پری جوانی که غبار آبی پیکسی را از درخت خانه تینکر بل می‌دزدد و به دزد دریایی تبدیل می‌شود تا آزمایش‌های کیمیاگری خود را با گرد و غبار پیکسی دنبال کند. پس از رانده شدن توسط رهبری محافظه کار درخت خانه با پیشروی داستان، مشخص می‌شود که جیمز روزی کاپیتان هوک خواهد شد.

#### فرزندان ۲
بیست سال پس از وقایع انیمیشن پیتر پن دیزنی، کاپیتان هوک به همراه دیگر تبهکاران به جزیره گمشده تبعید می‌شود. او سه فرزند به نام‌های هریت، هری و سی.جی دارد.

#### دختران گمشده
ایین گلن در فیلم دختران گمشده محصول ۲۰۲۲ نقش هوک را بازی می‌کند.